# Euphorbia bruntii
Euphorbia bruntii es una especie fanerógama perteneciente a la familia de las euforbiáceas. Es endémica de Las Islas Caimán.

## Taxonomía
Euphorbia bruntii fue descrita por (Proctor) Oudejans y publicado en Phytologia 67: 44. 1989.
Etimología
Euphorbia: nombre genérico que deriva del médico griego del rey Juba II de Mauritania (52 a 50 a. C. - 23), Euphorbus, en su honor – o en alusión a su gran vientre –  ya que usaba médicamente Euphorbia resinifera. En 1753 Carlos Linneo asignó el nombre a todo el género.
bruntii: epíteto otorgado en honor de M.A.Brunt que trabajó en la Historia Natural y Biogeografía de las Islas Caimán.
Sinonimia
- Chamaesyce bruntii Proctor	[5]